# امیرالامرا
امیر الامرا (عربی: أمیر الأمراء) به معنای «امیرِ امیران»یا «امیر وزیر»، و «فرمانده فرماندهان»، یک منصب نظامی ارشد در قرن دهم میلادی، در خلافت عباسی بود که دارندگان آن در دههٔ پس از ۹۳۶ میلادی، جایگزین بوروکراسی غیرنظامیان تحت امر «وزیر» شدند و به نایب‌نشینان مؤثری تبدیل شدند که خلیفه عباسی را به نقشی صرفاً تشریفاتی بدل کردند. این جایگاه سپس اساس قدرت آل بویه و کنترل آن بر خلفای عباسی و عراق تا اواسط قرن یازدهم میلادی را تشکیل داد.
استفاده از این عنوان توسط کشورهای مسلمان در خاورمیانه ادامه یافت، اما بیشتر به رهبران ارشد نظامی محدود شد. همچنین در سیسیل دوران نورمن‌ها، برای تعدادی از وزیران ارشد پادشاه استفاده می‌شد.

## در عصر عباسیان

### پیش‌زمینه
در ۹۲۸ میلادی، اولین کسی که با عنوان امیر الامرا مطرح شد، فرمانده هارون بن غریب، پسر عموی خلیفه المقتدر (حک. 908–932) بود. او خیلی زود این جایگاه را به رقیبش، خواجه مونس المظفر (۸۴۵–۹۳۳)، سپرد. خواجه مونس به عنوان فرمانده کل ارتش خلیفه و قدرت پشت‌پردهٔ تاج و تخت، در بیشتر دوران سلطنت مقتدر خدمت کرد. از سال ۹۲۸، مونس درگیر جنگ قدرت با رقبای خود در بوروکراسی غیرنظامی دربار بود که در سال ۹۳۲ با جایگزینی مقتدر با برادرش القاهر پایان یافت. مونس و ارتش زین‌پس در امور دربار عباسی مسلط بودند و دوره‌ای از مشکلات را آغاز کردند که به قول مورخ هیو کندی، «مبارزه نظامیان برای کنترل خلافت و شاید بیشتر تحت سلطه درآوردن آن بود. مهمتر از همه، درآمدهای سواد است که آنها را قادر می‌ساخت تا خواسته‌های پیروان خود را برآورده کنند."
مؤنس خود در ۹۳۳ میلادی، توسط القاهر اعدام شد، اما در ۹۳۴ یکی دیگر از کودتاچیان القاهر را برانداخت و راضی (حک. 934–940) را جایگزین او کرد. کودتاهای مکرر و نزاع خشونت‌آمیز برای کنترل خلافت، دولت مرکزی بغداد را به شدت تضعیف کرد . کنترل مؤثر بر مغرب و خراسان مدت‌ها از بین رفته بود، اما اکنون حاکمان خودمختار در استان‌های نزدیک به عراق ظهور می‌کردند: مصر و بلاد شام توسط سلسله اخشیدیان اداره می‌شد، سلسله حمدانی کنترل بر بین‌النهرین علیا را بدست گرفته بود، و بسیاری از مناطق ایران توسط دیالمه، که در میان آنها آل بویه برجسته‌ترین بود، فتح شده بودند. حتی در خود عراق نیز اقتدار حکومت خلیفه به چالش کشیده شد. کمااین‌که در جنوب، در اطراف بصره، ابوعبدالله البریدی قلمرو خود را تأسیس کرد و اغلب از ارسال درآمدهای مالیاتی به بغداد خودداری می‌کرد و با آل بویه در فارس نزدیک شد. مورخ عزالدین بن اثیر (متوفی ۱۲۳۳) اظهار داشت که پس از مرگ مؤنس، منصب امیرالامرا به دست طریف السبکاری (؟) که مسئول خزانه بود، افتاد.

### بدل شدن به نایب‌السلطنگی
در نهایت، در نوامبر ۹۳۶، با شکست وزیر ابن مقله در کنترل والیان و مقابله با وضعیت فاجعه مالی دستگاه خلافت، فرماندار ناحیهٔ واسط، ابن رائق، به عنوان امیرالامرا منصوب شد. اختیارات اعطا شده به ابن رائق و جانشینانش گسترده بود. با توجه به عالم معاصر، مسکویه، او فرماندار بغداد و فرمانده ارشد ارتش خلافت شد، با مجموعه ای از اختیارات همچون اخذ خراج مالیات بر زمین و نظارت تمام املاک عمومی، و همچنین حفظ امنیت، به او سپرده شد. همچنین به او پرچم، لباس رسمی و امتیاز خطاب شدن با کنیه‌اش اعطا شد و از او در کنار نام خلیفه، هنگام نماز جمعه نامبرده می‌شد. مسکویه می‌نویسد که در واقع خلیفه «حکومت مملکت‌داری را به او واگذار کرد» از این پس، قدرت مؤثر در امور نظامی و مدنی از خلیفه به اداره‌های امیرالامرا و منشیان او که اداره غیرنظامی را کنترل می‌کردند، واگذار شد. ابن رائق با انحلال محافظان قدیمی کاخ خلیفه، او را از آخرین پایگاه پشتیبانیش محروم کرد و آن‌ها را به عنوان هسته اصلی ارتش خلیفه با نیروهای ترک و دیلمی تحت امر خودش جایگزین نمود.

### دوران هرج و مرج

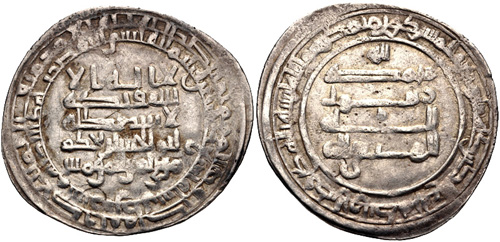
درهم دوران خلافت متقی که نام بجکم به عنوان امیرالامرا، در کنار نام خلیفه آمده‌است.

با این وجود، ابن رائق علی‌رغم اقتدار فوق‌العاده‌اش نتوانست وضعیت را تثبیت کند و یک دهه جنگ پیچیده قدرت بین رهبران منطقه‌ای مختلف برای کسب منصب امیرالامرا ادامه داشت. در ۹ سپتامبر ۹۳۸ ابن رائق توسط غلام تُرک سابق خود، بجکم، سرنگون شد و بجکم تا تاریخ ۲۱ آوریل ۹۴۱ امیرالامرا بود. خلیفه المتقی (حک. 940–944)، به خواست بجکم، پس از مرگ راضی جانشین او شد. المتقی سعی کرد که حکومت غیر نظامیان را برگرداند و با انتصاب بن میمون و سپس ابو عبدالله بریدی به عنوان وزرا، اقداماتی انجام داد ولی کورانکیج، نظامی دیلمی، در ۱ ژوئیه خود را به مقام امیرالامرایی رسانید.
کورانکیج در ۱۶ سپتامبر توسط ابن رائق خلع شد و در عرض چند روز، ابن رائق مجدداً منصب قبلی خود را به دست گرفت. با این حال، بازگشت ابن رائق واکنش البریدی را برانگیخت و نیروهای او بغداد را اشغال کردند و ابن رائق و متقی را وادار به فرار نزد حسن حمدانی، حاکم موصل، کردند. در تاریخ ۱۳ فوریه ۹۴۲، ابن رائق به قتل رسید و حسن حمدانی به کمک خلیفه شتافت تا او را به تختگاهش در بغداد بازگرداند و اینچنین موقعیت امیرالامرایی را در تاریخ ۱۸ فوریه بدست آورد و از خلیفه لقب «ناصرالدوله» گرفت. حمدانیان نیز در مواجهه با مشکلات مالی نتوانستند کنترل خود را تثبیت کنند و شورش نظامی به فرماندهی ژنرال ترک توزون، نصیرالدوله را مجبور کرد که شهر را ترک کند (۱۱ مه ۹۴۳) و به پایگاه خود در موصل عقب‌نشینی کند. توزون در ۱ ژوئن امیرالامرا شد.
المتقی مجدداً سعی کرد استقلال خود را بازیابد و شهر رقه را به جای بغداد، پایتخت خود خواند و با اخشیدیان که او را تشویق به پناه بردن به مصر می‌کردند، تماس برقرار کرد. در پایان، المتقی از این طرح خودداری کرد و به بغداد بازگشت اما توزون خلیفه المتقی را عزل و او را کور کرده و مستکفی (حک. 944–946) را به تاج و تخت رسانید. سلطنت توزون تا زمان مرگش در اوت/سپتامبر ۹۴۵ ادامه داشت، اما تحت‌الشعاع قدرت رو به رشد آل بویه قرار گرفت. در سال ۹۴۴ معزالدوله دیلمی تلاش کرد بغداد را تصرف کند، اما شکست خورد. پس از مرگ توزون، منشی و جانشین او، محمد بن شیرزاد، سعی کرد به کمک همپیمانی با ناصرالدوله حمدانی، تهدید آل بویه را دفع کند. تلاش او بی‌نتیجه ماند و در ۱۷ ژانویه ۹۴۶ آل بویه به رهبری معزالدوله وارد بغداد شدند. زین‌پس تا اواسط قرن یازدهم میلادی، که دودمان سلجوق توانستند به بغداد راه یابند، آل بویه بر خلافت عباسی تسلط داشتند.

### در دوران بوییان
داشتن لقب امیرالامره به آل بویه مرجعیت و مشروعیت می‌داد و چارچوب نهادی را در بغداد پی ریخت که دیگر خلیفه را صرفاً به یکی از مقامات دولتی تبدیل کرده و حقوق سالانه‌ای به او می‌داد. اگرچه احمد بن بویه (معزالدوله) بغداد را تصرف کرد، اما روابط خانوادگی باعث شد برادر بزرگ‌تر او که در فارس بود، به نام علی و ملقب به عمادالدوله دیلمی، منصب امیرالامرایی بستاند. پس از مرگ او در سال ۹۴۹، رکن‌الدوله حسن دیلمی، حاکم ری، دومین برادر بود که تا سال ۹۷۶ امیرالامرا لقب داشت. اما به نظر می‌رسد که احمد (معزالدوله) به حکومت خود ادامه داد. این لقب در عراق برای جانشینان احمد حفظ شد و آن را برای پسرش، عزالدوله، به ارث نهاد. در پاسخ، پسر و وارث رکن‌الدوله عضدالدوله (حک. 976–983) عناوین حاکمیتی به سبک ایرانی، مانند شاهنشاه، پادشاه، یا مالک الملوک ("پادشاه شاهان")، را برای خود باب کرد تا بر برتری خود تأکید کند؛ بنابراین، در زمان حاکمان بعدی، القاب فارسی برجسته‌تر بود و آل بویه امیرالامرا را کنار نهادند. به‌طور کلی، به نظر می‌رسد که استفاده بوییان از عنوان امیرالامرا متناقض بوده و بیشتر به صورت یک عنوان افتخاری به کار گرفته می‌شد تا یک مقام. 

## در دیگر ممالک اسلامی

### ایران و خراسان
در دولت سامانی و غزنویان ظاهراً کسی به جز ابوعلی سیمجوری که در سال ۹۹۱ کنترل خراسان را به دست گرفته بود، خود را امیرالامرا معرفی نکرد. سلسله‌های مسلمان بعدی، چه ایرانی و چه ترک، این عنوان را بیشتر در زمینه نظامی به کار بردند، اگرچه همیشه با فرماندهی کل ارتش مرتبط نبود. بنابرین ترکان سلجوقی که در اواخر قرن یازدهم بر سرزمین‌های پیشین خلافت حاکمیت یافتند، عنوان مذکور را به صورت یکی از نام‌های بسیاری که برای فرماندهان ارشد نظامی خود می‌گزیدند (همچون اسپهسالار، امیر سالار، مقدم العسکر و غیره) به کار بردند. تنها دو مورد شناخته شده‌است که شاهزادگان این سلسله این عنوان را به شکلی متمایز استفاده کردند: عثمان، پسر چغری بیگ، که در سال ۱۰۷۳ به عنوان والی شمال افغانستان معرفی شد، و محمد، نوه چغری بیگ، که در ۱۰۹۷ در خراسان علیه برادرزاده خود، برکیارق (حک. 1094–1105)، قیام کرد.
در دودمان صفویان، این عنوان در ابتدا از اهمیت قابل توجهی برخوردار بود، زیرا در اختیار فرمانده کل قوای قزلباش بود که ستون اصلی رژیم صفوی را تشکیل می‌دادند. در زمانی که حسین بیگ شاملو در سال‌های ۱۵۰۱–۱۵۱۰ میلادی، این جایگاه را در اختیار داشت، امیرالامرا بالاترین جایگاه نظامی کشور بود و از قدرت زیادی برخوردار بود اما با برافتادن قدرت شاملو، قورچی‌باشی، فرمانده ترکمن‌های سوارکار، جایگاه بالاتری یافت. امیرالامرا در زمان شاه تهماسب یکم، برای مدتی احیا شد ولی پس از آن تا اواخر دوران صفوی برچیده شد.

### مملوکان مصر و عثمانی
این عنوان همچنین، هرچند به ندرت، توسط سلطنت مملوک به مرکزیت قاهره، به کار برده می‌شد و ظاهراً با فرمانده ارتش (اتابک العساکر) مرتبط بود. اما به نظر می‌رسد که به دیگر امیران نیز چنین لقب داده باشند.  در امپراتوری عثمانی، امیرالامرا با لقب فارسی میر درهم آمیخت و به عنوان ترجمه‌ای بر بیگلربیگی ("بیگ ِبیگ‌ها") از آن استفاده کردند.

## در سیسیل
در نتیجهٔ استمرار امارت سیسیل بر جزیره سیسیل، حکومت ایتالیایی-نورمنی پادشاهی سیسیل از برخی واژه‌های عربی همچنان بهره می‌برد و امیر (am[m]iratus در لاتین، ἀμηρᾶς در زبان یونانی، که هر دو زبان رسمی بودند), لقب کسی بود که قدرت نظامی و اداری زیادی داشت. برای مثال جورج انطاکیه، یک مسیحی یونانی‌تبار، در زمان راجر دوم (حک. 1130–1154) امیر او بود و به او لقب امیر بزرگ (magnus amiratus, μέγας ἀμηρᾶς) و 'امیر امیران' (amiratus amiratorum, ἀμηρᾶς τῶν ἀμηράδων) داده‌بودند. با مرگ او ح. 1152, این لقب تا سال ۱۱۵۴ ناپدید شد و در این هنگام ویلیام اول سیسیلی (حک. 1154–1166) به مایو القاب مشابهی داد. آخرین فرد با لقب ammiratus ammiratorum مارگاریتوس بود که تا زمان قدرتگیری خاندان هووتویل در ۱۱۹۴ امیر الامرا بود. استفاده از این لفظ همچنین برای «دریابدها»، تا قرن سیزدهم در غرب مدیترانه ادامه داشت.